# Alan Jackson (calciatore)
Alan Arthur Jackson (Swadlincote, 22 agosto 1938) è un ex calciatore inglese, di ruolo attaccante.

## Carriera
Dal 1953 al 1957 ha giocato nelle giovanili del Wolverhampton, club della prima divisione inglese, con cui nella stagione 1957-1958, all'età di 19 anni, ha esordito tra i professionisti: la sua prima partita di campionato con i Wolves è la vittoria per 2-0 sul campo dei londinesi dell'Arsenal del 4 aprile 1958; nel prosieguo della stagione, in cui il club vince il campionato, Jackson gioca poi una seconda partita. Nella stagione 1958-1959 gioca invece in totale 2 partite nella prima divisione inglese (ed il 15 novembre 1958, in una vittoria per 2-0 sul campo del Burnley, segna anche la sua unica rete in carriera in questa categoria) e trova spazio anche in Coppa dei Campioni: il 12 novembre 1958 gioca infatti nella partita di andata dei sedicesimi di finale pareggiata per 2-2 in casa contro i campioni di Germania dello Schalke 04, mentre il successivo 18 novembre nella partita di ritorno (persa per 2-1 dagli inglesi in trasferta) realizza l'unica rete della sua squadra. A fine stagione vince per il secondo anno di fila il campionato inglese.
Nell'estate del 1959 l'attaccante viene poi ceduto al Bury, club di terza divisione, con cui nella stagione 1960-1961 vince il campionato conquistando quindi una promozione in seconda divisione, categoria in cui poi milita sempre con la medesima maglia dal 1961 al 1963; in quattro anni di permanenza totalizza complessivamente 124 presenze e 43 reti in incontri di campionato con la maglia degli Shakers. Trascorre poi un'ultima stagione da professionista al Brighton (con cui mette a segno 5 reti in 21 presenze in quarta divisione) per poi andare a chiudere la carriera con i semiprofessionisti del Burton Albion.
In carriera ha totalizzato complessivamente 149 presenze e 49 reti nei campionati della Football League.

## Palmarès

### Club

#### Competizioni nazionali
- Campionato inglese: 2

Wolverhampton: 1957-1958, 1958-1959
- Third Division: 1

Bury: 1960-1961